# November to Remember 1997
November to Remember 1997 fu un pay-per-view organizzato dalla federazione Extreme Championship Wrestling (ECW); si svolse il 30 novembre 1997 presso l'arena Golden Dome di Monaca, Pennsylvania, Stati Uniti. Questa fu la quinta edizione dell'evento e la prima ad essere trasmessa in pay-per-view.
Nel main event dello show Shane Douglas sconfisse Bam Bam Bigelow e conquistò l'ECW World Heavyweight Championship.

## Evento
Prima che il pay-per-view fosse trasmesso dal vivo, Chris Chetti e Spike Dudley sconfissero Erin O'Grady e Paul Diamond.
Nel primo match, Chris Candido affrontò Tommy Rogers. Dopo un batti e ribatti tra i due, Lance Storm interferì nel match in favore di Candido ed assalì Rogers. Quindi Jerry Lynn corse in soccorso di Rogers. L'arbitro fece proseguire il match come tag team mettendo Lynn e Rogers contro Candido e Storm. Candido schienò Rogers per la vittoria.
Mikey Whipwreck affrontò l'imbattuto Justin Credible. Jason cercò di interferire nel match in favore di Credible ma Whipwreck riuscì a vincere ugualmente infliggendo a Credible la sua prima sconfitta in ECW.
Nel match successivo Taz difese la cintura World Television Championship contro Pitbull #2. Pitbull lo colpì con una powerbomb e uno spinning heel kick ma Taz dominò l'incontro con una serie di suplex e poi lo fece cedere con la sua presa di sottomissione Tazmission. Dopo il match, Pitbull #1 cercò di attaccare Taz senza successo. Alla fine Taz lanciò una sfida a Brakkus.
I Full Blooded Italians (Tracy Smothers & Little Guido) difesero il World Tag Team Championship contro The Dudley Boyz (Buh Buh Ray Dudley & D-Von Dudley), The Hardcore Chair Swingin' Freaks (Balls Mahoney & Axl Rotten) e The Gangstanators (New Jack & Kronus) in un four-way dance tag team match.
Tommy Dreamer affrontò Rob Van Dam in un flag match, dove Dreamer rappresentava la ECW e RVD la WWF. Svariati arbitri e lottatori interferirono nel match, con la conseguenza che l'incontro fu dichiarato un pareggio.
Il penultimo match dell'evento fu un Tables & Ladders match tra The Sandman e Sabu. Dopo vari colpi scambiati tra i due, Bill Alfonso distrasse Sandman, permettendo a Sabu di gettare una palla di fuoco negli occhi dell'avversario ma Sandman la schivò. Sabu riuscì a ottenere un vantaggio colpendolo con un calcio volante e poi spinse Sandman attraverso un tavolo fuori dal ring con un tuffo dall'alto di un scala. Sabu fece quindi rotolare Sandman sul ring e gli sferrò un Arabian Facebuster per la vittoria.
Il main event vide Bam Bam Bigelow difendere il titolo World Heavyweight Championship contro Shane Douglas. Bigelow dominò Douglas grazie alla sua forza e alla sua stazza superiori fino a quando Douglas lo gettò attraverso un tavolo con una powerbomb. Douglas provò a tuffarsi su Bigelow, ma Bigelow lo spinse contro un tavolo. Poi lo colpì con una powerbomb e continuò a mantenere il controllo del match fino a quando i membri della stable Triple Threat di Douglas, Chris Candido e Lance Storm, interferirono nell'incontro. Ci fu anche l'interferenza di Francine nel match, ma senza risultati concreti. Douglas alla fine colpì Bigelow con un suplex e lo fece passare attraverso un tavolo conquistando il titolo.

## Risultati
| N.         | Risultati | Stipulazione                                          | Durata |
| ---------- | --- | ----------------------------------------------------- | ------ |
| Dark match | Chris Chetti & Spike Dudley sconfissero Erin O'Grady & Paul Diamond | Tag team match                                        | nd     |
| 1          | Chris Candido vs. Tommy Rogers terminò in no contest | Single match                                          | 13:20  |
| 2          | Chris Candido & Lance Storm sconfissero Tommy Rogers & Jerry Lynn | Tag team match                                        | 03:23  |
| 3          | Mikey Whipwreck sconfisse Justin Credible (con Jason) | Single match                                          | 07:15  |
| 4          | Taz (c) sconfisse Pitbull #2 (con Pitbull #1, Brakkus e Lance Wright) per sottomissione | Single match per l'ECW World Television Championship  | 01:29  |
| 5          | The F.B.I. (Tracy Smothers & Little Guido) (c) (con Tommy Rich) sconfissero The Dudley Boyz (Buh Buh Ray Dudley & D-Von Dudley) (con Big Dick Dudley, Sign Guy Dudley & Joel Gertner), The Hardcore Chair Swingin' Freaks (Balls Mahoney & Axl Rotten) e The Gangstanators (New Jack & Kronus) | Four-Way Dance per l'ECW World Tag Team Championship  | 14:32  |
| 6          | Rob Van Dam (con Bill Alfonso) vs. Tommy Dreamer (con Beulah McGillicutty) terminò in no-contest | Flag match                                            | 16:02  |
| 7          | Sabu (con Bill Alfonso) sconfisse The Sandman | Tables & Ladders match                                | 20:55  |
| 8          | Shane Douglas (con Francine) sconfisse Bam Bam Bigelow (c) | Single match per l'ECW World Heavyweight Championship | 25:02  |